# Xamiatus
Xamiatus es un género de arañas migalomorfas de la familia Nemesiidae. Se encuentra en Australia.

## Lista de especies
Según The World Spider Catalog 14.0:
- Xamiatus bulburin Raven, 1981
- Xamiatus ilara Raven, 1982
- Xamiatus kia Raven, 1981
- Xamiatus magnificus Raven, 1981
- Xamiatus rubrifrons Raven, 1981